# Peucedanum stridii
Peucedanum stridii är en flockblommig växtart som beskrevs av Per Hartvig. Peucedanum stridii ingår i släktet siljor, och familjen flockblommiga växter. Inga underarter finns listade i Catalogue of Life.